# Павлимир (драма)
Павлимир је најпознатија драма Јунија Палмотића, први пут приказана пред Двором од дружине испразне 22. фебруара 1632.

## Кратки садржај
Заснована је на грађи из Љетописа попа Дукљанина; описује догађаје који се протежу кроз неколико нараштаја, испреплетене с чудесним и фантастичним ликовима који приказују добре и зле силе, а драматизује легенду о краљу Павлимиру као оснивачу Дубровника. Павлимир је унук прогнаног краља Радослава. На позив словинских владара враћа се из Рима на празно дједово пријестоље. Након страшне олује које су припремили зли дуси долази с дружином у Груж за вријеме светковине св. Илара, заштитника мјеста. Сусреће тамошње становнике, пастире, пустињака Срђа (који му помаже у савладавању запрека), преузима пријестоље и оснива Дубровник, те се вјери са Срђевом нећакињом Маргаритом. Иза алегоријске приче о Павлимиру, крије се права тема: љубав према слободи и родноме граду.